# Mađarsko kulturno-umjetničko društvo Darda
Mađarsko kulturno-umjetničko društvo Darda (skraćeni naziv: MKUD Darda) osnovano je 13. rujna 2006. godine, a prije toga radilo je godinu i pol dana kao neformalna organizacija u sklopu Vijeća mađarske nacionalne manjine Općine Darda.
Članovi djeluju unutar tri sekcije: ženski pjevački zbor, plesna i dramska sekcija. Društvo iza sebe ima brojne nastupe u Baranji, Osijeku i Mađarskoj. Od Vijeća će preuzeti organizaciju tradicionalne mađarske zabave u veljači, dok se za početak listopada planira smotra mađarskog folklora, koja bi trebala postati tradicionalna. Planira se privući što više mladih ljudi i surađivati sa što više KUD-ova.
Predsjednik MKUD Darda je Janoš Boni, voditeljica folklorne sekcije je Elvira Boni, a voditeljica dramske sekcije Terezija Zabijan. Probe se održavaju u prostorijama bivše srednje škole u Dardi.
Dana 20. veljače 2008. godine osnivana je mlađa folklorna skupina, čija je voditeljica bila Elvira Boni, sve do ožujka kada mlađu folklornu skupinu MKUD-a Darda preuzima Bejteš Denis.
Izvor:
- Jasmina Doboš: "Održana osnivačka skupština MKUD-a Darda", Baranjski dom, I, 72, 1 - Beli Manastir, 15-17. IX. 2006.